# Sam Clancy Jr.
Sam Clancy Jr (Pittsburgh, Pensilvania, 4 de mayo de 1980) es un exjugador profesional de baloncesto estadounidense. Mide 2,06 metros de altura y jugaba en la posición de pívot.

## Carrera
Clancy, hijo de la antigua estrella de la NFL y actual asistente técnico de los Oakland Raiders, Sam Clancy Sr., fue elegido en la segunda ronda del Draft de 2002, en el número 45 por los Philadelphia 76ers, aunque no pudo debutar por una lesión de rodilla.
En la NBA también estuvo con los Portland Trail Blazers, aunque no llegó a disputar partidos con ninguno de los dos equipos.
En la temporada 2004-2005 jugó con Idaho Stampede, de la CBA y en marzo de 2005 se incorporó al Fórum Valladolid. Al finalizar la temporada firmó con el Unics Kazán de Rusia.
En la temporada 2006-2007 fichó por el Menorca Bàsquet.

### Clubes
| Club                          | País           | Año         |
| ----------------------------- | -------------- | ----------- |
| Fayetteville Patriots         | Estados Unidos | 2003        |
| Yakima Sun Kings              | Estados Unidos | 2004        |
| Cocodrilos de Caracas         | Venezuela      | 2004        |
| Iraklis BC                    | Grecia         | 2004        |
| Idaho Stampede                | Estados Unidos | 2004 - 2005 |
| Fórum Valladolid              | España         | 2005        |
| Cocodrilos de Caracas         | Venezuela      | 2005        |
| UNICS Kazan                   | Rusia          | 2005 - 2006 |
| Menorca Bàsquet               | España         | 2006 - 2007 |
| Incheon Electroland Elephants | Corea del Sur  | 2007        |
| Le Mans                       | Francia        | 2007 - 2008 |
| CSK VVS Samara                | Rusia          | 2008 - 2009 |
| Bnei Hasharon                 | Israel         | 2009 - 2010 |
| Hapoel Jerusalem B.C.         | Israel         | 2010 - 2011 |
| Gallitos de Isabela           | Puerto Rico    | 2011        |
| Southeast Hoopstars           | Estados Unidos | 2011        |
| Atenas de Córdoba             | Argentina      | 2011 - 2012 |
| Sportivo 9 de Julio           | Argentina      | 2012        |
| Olímpico                      | Argentina      | 2012 - 2013 |
| Marinos de Anzoátegui         | Venezuela      | 2013        |
| Gimnasia y Esgrima            | Argentina      | 2013 - 2016 |
| Instituto                     | Argentina      | 2016 - 2020 |

## Palmarés

### Campeonato nacionales
- Torneo Súper 4: 2014-15.

### Consideraciones personales
- Mejor quinteto de la Liga Nacional de Básquet: 2013-14, 2014-15.
- Mejor Extranjero de la Liga Nacional de Básquet: 2014-15.